# Piabuna reclusa
Espèce
Piabuna reclusa est une espèce d'araignées aranéomorphes de la famille des Phrurolithidae.

## Distribution
Cette espèce est endémique du Coahuila au Mexique,.

## Description
Le mâle holotype mesure 1,75 mm.

## Publication originale
- Gertsch & Davis, 1940 : Report on a collection of spiders from Mexico. III. American Museum novitates, no 1069, p. 1-22 (texte intégral).